# Idiops schenkeli
Espèce
Idiops schenkeli est une espèce d'araignées mygalomorphes de la famille des Idiopidae.

## Distribution
Cette espèce est endémique du Congo-Kinshasa.

## Étymologie
Cette espèce est nommée en l'honneur d'Ehrenfried Schenkel.

## Publication originale
- Lessert, 1938 : Araignées du Congo belge (Première partie). Revue de Zoologie et de Botanique Africaines, vol. 30, p. 424-457.